# Communistische Partij van Kazachstan

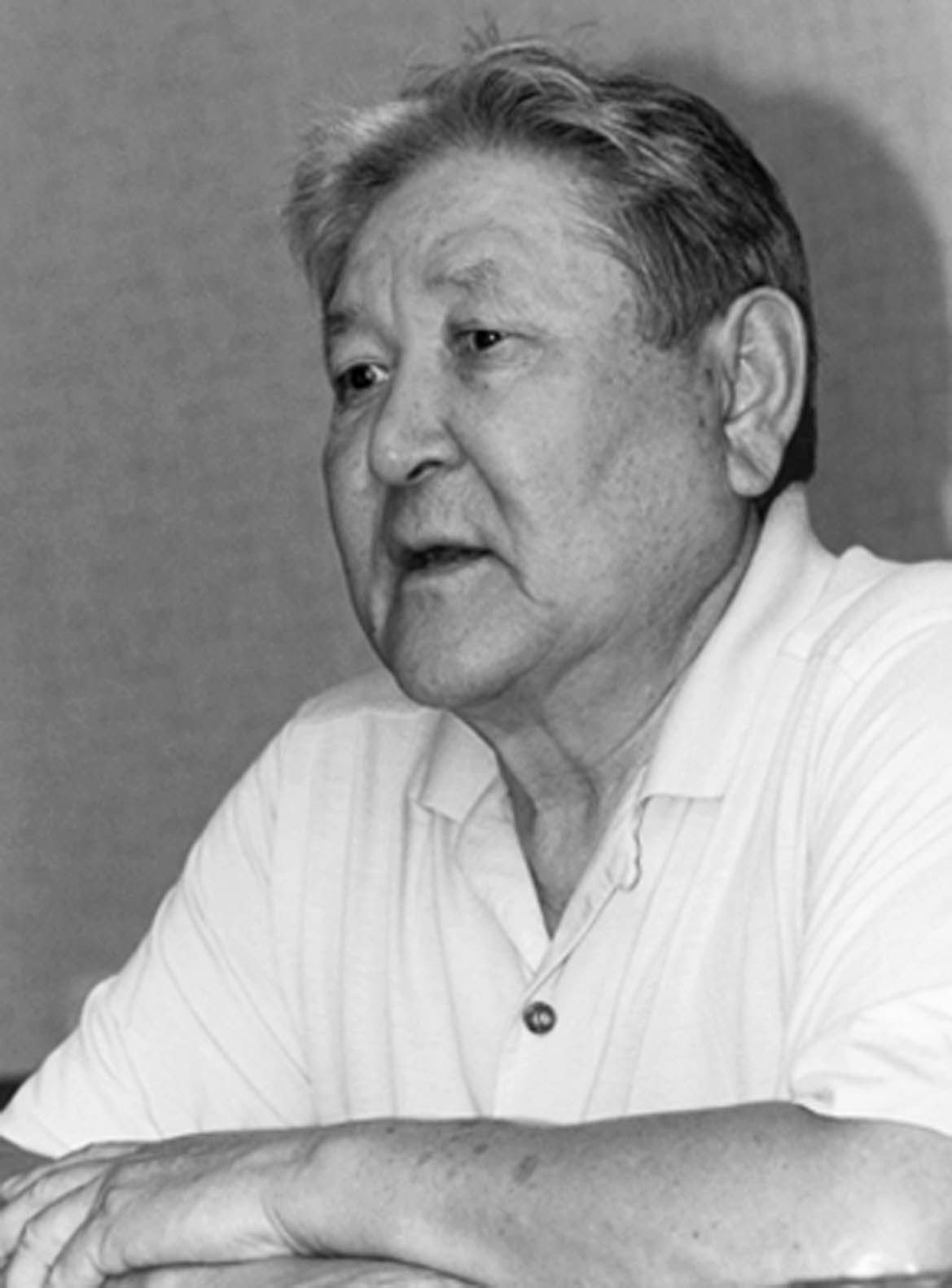
Oud-voorzitter Abdildin

De Communistische Partij van Kazachstan (Kazachs: Қазақстан Коммунистік партиясы, Qazaqstan Kommunistik Partiyasi; Russisch: Коммунистическая партия Казахстана) Kommunisticheskaija partija Kazakhstana) is een politieke partij in Kazachstan. De Communistische Volkspartij van Kazachstan, die zetels won in de parlementsverkiezingen van 2012, is ontstaan uit een splitsing van de partij. De partij heeft geen zetels in het parlement.

## Voorzitters
Van de Communistische Partij van de Kazachse Socialistische Sovjetrepubliek
1. Levon Mirzoyan (5 december  1936 -  3 mei 1938)
2. Nikolay Skvortsov (3 mei 1938 - 14 september  1945)
3. Zhumabay Shayakhmetov (14 september  1945 - 6 maart 1954)
4. Panteleimon Ponomarenko (6 maart 1954 -  8 mei 1955)
5. Leonid Brezhnev (8 mei 1955 - 6 maart 1956)
6. Ivan Yakovlev (6 maart 1956 - 26 december 1957)
7. Nikolay Belyayev (26 december  1957 - 19 januari 1960)
8. Dinmukhamed Kunayev (19 januari  1960 - 26 december  1962)
9. Ismail Yusupov (26 december 1962 - 7 december  1964)
10. Dinmukhamed Kunayev (7 december  1964 - 16 december 1986)
11. Gennady Kolbin (16 december  1986 - 22 juni  1989)
12. Nursultan Nazarbayev (22 juni 1989 - 28 augustus 1991)

Van de Communistische Partij van Kazachstan
1. Serikbolsyn Abdildin (oktober 1991 - 17 april 2010)
2. Gaziz Aldamzharov (17 april 2010 - heden)